# Шадурскис, Карлис
Карлис Шадурскис (латыш. Kārlis Šadurskis , 11 октября 1959 года) — латвийский политический деятель. Министр образования и науки Латвии (2002—2004, 2016-2018). Член партии Единство. Депутат 8, 9, 10 и 12 созывов Сейма Латвии. С 2011 по 2014 годы и с 2018 по 2019 год депутат Европарламента. 2020 год — избран в Рижскую думу.

## Образование и исследовательская деятельность
Закончил Рижскую среднюю школу № 1. В 1982 году с отличием окончил Рижский политехнический институт (ныне Рижский Технический университет), по специальности «Прикладная математика». После восстановления независимости Латвийской Республики в порядке нострификации диплома кандидата технических наук получил степень доктора математики (1992).
Работал в Рижском техническом университете на факультете компьютерных наук, кафедре теории вероятностей информационных технологий. Опубликовал около 60 научных работ.
Принимал участие во многих международных конференциях, а также в нескольких неправительственных организациях, таких как Ассоциация Европейского инженерного образования, Латвийское математическое общество, Латвийский союз ученых.

## Политическая карьера
За время своей политической карьеры был членом многих политических партий: Народного фронта Латвии, ДННЛ, Нового времени (2002—2008), Гражданского союза (2008—2011) и Единства (Нового единства,  2011-н.в).
Занявшись политической деятельностью в конце 1980-х годов как сторонник «латышской Латвии», Шадурскис вступил в Клуб защиты среды, предтечу Народного фронта Латвии. После восстановления независимости страны Шадурскис на время сосредоточился на преподавательской работе.
В 2002 году вернулся в политику. Став одним из основателей партии «Новое время», был избран в Сейм восьмого созыва. 7 ноября 2002 года стал министром образования и науки Латвии в правительстве Эйнара Репше. Будучи министром, способствовал переходу школ национальных меньшинств на превалирующее обучение на государственном латышском языке (согласно «Реформе 2004»). Данная реформа встретила массовые протесты русскоязычного населения Латвии. В это время Штаб защиты русских школ с разрешения автора музыки и текста Роджера Уотерса выпустил видеоклип на музыку группы Pink Floyd из альбома «Стена» — «Чёрный Карлис», это прозвище прилипло к Шадурскису на долгие годы.
После отставки правительства восстановил мандат депутата парламента, а с декабря 2004 года до созыва парламента был лидером фракции партии Новое время.
В 2006 году был избран в 9-й Сейм, где стал заместителем руководителя фракции Нового времени.
Шестого апреля 2008 года депутаты Сейма Карлис Шадурскис, Сандра Калниете и Ина Друвиете заявили, что впредь будут общаться с латвийскими журналистами только на латышском языке. Однако в сентябре 2012 года Шадурскис неожиданно заговорил по-русски в программе «Без цензуры» на телекале TV5. Причем рассказывал телезрителям о своем путешествии по России летом того года и признался ведущему Андрею Мамыкину, что не ждет, когда его перестанут критиковать.
В 2008 году вместе с группой депутатов вышел из Нового времени, став членом новосозданной партии Гражданский союз. В 2009 году участвовал в выборах в Европейский парламент. В 2010 году избран в 10-й Сейм по спискам блока «Единство», и был избран парламентским секретарем Министерства обороны, однако после роспуска 10-го сейма получил мандат депутата Европейского парламента (в результате увеличения квот Латвии на одно место, до 2011 года Латвию представляли 8 евродепутатов).
Осенью 2014 года был избран в 12-й Сейм, где стал руководителем бюджетно-финансовой комиссии. Стал лидером выборов по количеству вычёркиваний: 25048 избирателей таким образом продемонстрировали своё негативное отношение к кандидату. После отставки правительства Лаймдоты Страуюмы был одним из кандидатов на пост премьер-министра Латвии.
11 февраля 2016 года парламент одобрил создание правительства, возглавляемого Марисом Кучинскисом, где Шадурскис вновь стал министром образования и науки.
На этом посту Шадурскис предложил:
- поправки к закону об образовании, предусматривающие увольнение нелояльных Латвии и ее Конституции педагогов. Они были приняты Сеймом 23 ноября 2016 года[12] и фактически явились подготовкой к новому ужесточению политики в отношении школ национальных меньшинств, так как от любых протестов были отсечены педагоги, которым за несогласие с политикой министерства грозит увольнение с работы;
- оптимизацию числа учебных заведений, поскольку в Латвии много маленьких школ. По заказу министерства было проведено исследование, согласно которому количество средних школ в стране необходимо сократить с 312 до 130[13],
- продление учебного года на две недели[14],
- сокращение объема домашних заданий для школьников,
- прием в школу в возрасте шести лет в 2018/2019 учебном году[15].

## Судебные иски
Инициированные Шадурскисом изменения в законодательстве неоднократно вызывали протесты и судебные иски в Конституционном суде.

### Школьная реформа — 2004
Первой была оспорена школьная реформа-2004, однако в 2005 году суд счел законной цель укрепления латышского языка в образовании через введение пропорции преподавания 60% предметов на нём в средней школе. При этом указал суд в решении по делу Nr.2004-18-0106 указал на ряд аспектов, которые следует учитывать впоследствии.
Статья 91 говорит о принципе равного отношения к людям, относящимся в равных и сравнимых условиях. Однако представители нацменьшинств не находятся в тех же условиях, что представители основной нации, что обусловлено языком и этнической принадлежностью (п. 13 Решения КС).
Суд счел применимой норму соотношения латышского и русского языков 60 %/40% в среднем образовании, но не в основном и начальном. При этом в пункте 20.2.3. своего решения суд указал: «Поскольку сейчас не доказано влияние оспариваемой нормы на качество образования и процесса обучения, должен существовать механизм, позволяющий констатировать изменения. Особенно это относится к качеству процесса обучения. Эти изменения не только можно, но и нужно активно контролировать. Этого требует статья 112 Конституции, в первой предложение которой включено право на образование. Механизм контроля должен быть объективным, всесторонним, профессиональным, регулярным, основанным на научных оценках и методах. Государство обязано обеспечить получение данных, при оценке которых можно принимать взвешенные решения, а также предоставлять обществу, учащимся и их родителям информацию об изменениях в качестве образования и процессе обучения».
Однако до 2018 года системы мониторинга качества образования в Министерстве образования и науки так и не появилось, что подтвердило министерство в ответе на запрос депутата 12 Сейма Елены Лазаревой «О контроле качества и конкурентоспособности образования». Создание системы мониторинга МОН планирует оплатить из средств Евросоюза, подав для этого соответствующий проект 8.3.6. на сумму 7.65 млн евро.

### Зарплата педагогов
21 февраля 2018 года Конституционный суд в деле Nr. 2017-11-03 признал противоречащими статьям 1 и 64 Конституции и не имеющими силы с момента принятия  двое инициированных Министерством образования и науки (МОН) Правил Кабинета министров, касающихся зарплаты педагогов.
Вердикт  касается двух Правил: «Порядок оценки качества профессиональной деятельности педагогов» Nr. 350 от 17 июня 2014 года и «Правила оплаты труда педагогов» Nr. 445 от 5 июля 2016 года. Пункт 91 первых устанавливал перерыв в оценке квалификации с 31 мая 2016-го по 31 августа 2018 года для педагогов, у которых истек срок годности квалификационного удостоверения или которым не была присвоена квалификация, лишив тем самым права получать доплату к зарплате. При этом на часть людей ограничения были наложены задним числом!
Правила КМ Nr. 445 от 5 июля 2016 года в п. 27 установили, что педагогам 3, 4 и  5 категории устанавливается доплата  45, 114 и 140 евро за ставку пропорционально количеству тарифицированных часов, однако психологам, логопедам, специальным педагогам – пропорционально тарифицированной должностной нагрузке.  Административному персоналу общеобразовательных учреждений доплату за категорию назначают пропорционально педагогической нагрузке, за которую и присвоена категория, не считая должностной оклад. Эти условия оказались более неблагоприятными для педагогов, чем существовавшие ранее.
Конституционный суд рассматривал дело в письменном процессе по иску депутатов Сейма: 11 от «Согласия» во главе с Янисом Урбановичем, 4 от Латвийского объединения регионов, 6  от партии «От сердца — Латвии» во главе с Ингуной Судрабой. К ним за помощью 19 декабря 2016 года обратились Профсоюз  работников образования и Ассоциация руководителей латвийского образования, которые считают, что действия министерства вызвали негативные финансовые последствия для педагогов и плохо повлияли на микроклимат в школах.

## Семья
Супруга Илзе — продюсер детских телепередач, дочь Дайна училась в Оксфорде.

## Научные публикации
```
1. J.Carkovs, K.Šadurskis. Mean square stability of linear dynamical systems with Markov coefficients. // Plenary lecture, 4th International conference APLIMAT, Bratislava 2005, pp. 85 – 97.
```

2. V.Minkevica, K.Sadurskis. Stochastic model of an adaptive Samuel-Marshall type single component market.// Proceedings of the 12th International conference on analytical and stochastic modelling techniques and applications, Riga, 2005 pp. 91 – 93.
3. J.Carkovs, K.Šadurskis. Averaging method for retarding Quasilinear dynamical systems with rapidly oscillating perturbations. // Proceedings of the Latvian Academy of Sciences, Vol. 59, 2005, Nr. 6, sect. B, pp. 245–254.
4. J.Carkovs, K.Šadurskis. Asymptotic methods for retarding Quasilinear dynamical systems. // Plenary lecture, 5th International conference APLIMAT, Bratislava 2006, pp. 93 – 110.
5. J.Carkovs, K.Šadurskis. Asymptotic stochastic analysis of fast oscillating retarding dynamical systems. // 6th Latvian Mathematical Conference, Liepāja, April 7 — 8, 2006. Acta Societatis Mathematicae Latviensis. No 7, 2006, p. 17.
6. А.Матвеев, В.Царькова, К.Шадурскис. Марковская модель авторегрессии с гетероскедастичным остатком. // Міжнародна науково — практична конференція «Інтелектуальні системи прийняття рішень та інформаційні технології», 17 — 19 травня 2006 p., Чернівці, 2006, c. 111—114.
7. J.Carkovs, [null K.Šadurskis. On delayed stochastic exponent. // Plenary lecture, 6th International conference APLIMAT, Bratislava 2007, pp. 463–469.]
8. A.Matvejevs, K.Šadurskis. Markov approach to the construction of nonlinear autoregressive models. // Plenary lecture, 6th International conference APLIMAT, Bratislava 2007, pp. 471–482.
9. J.Carkovs, K.Šadurskis. Exponential stability of fast oscillating linear functional differential equations // 7th International conference APLIMAT, Bratislava 2008, pp. 195–201.
10. J.Carkovs, K.Šadurskis. Exponential stability of fast oscillating linear functional differential equations // Journal of Applied Mathematics, Volume 1 (2008), No. 1, pp. 133–139.
11. J.Carkovs, K.Šadurskis. Integral continuity and the law of large numbers for fast oscillated random evolutions // Abstracts of the 7th Latvian Mathematical Conference, Rezekne, April 18 — 19, 2008. Acta Societatis Mathematicae Latviensis. 2008, p. 11.
12. A.Matvejevs, K.Šadurskis. Copula based nonparametric regression estimation // 8th International conference APLIMAT, Bratislava 2009
13. K.Šadurskis. Damping of cutting tool’s vibrations in trace turning. Abstracts of MMA2009, May 27 — 30, 2009, Daugavpils, Latvia, 2009.
14. A.Matvejevs, K.Šadurskis. Autoregressive models of risk prediction and estimation using Markov chain approach // Journal of Applied Mathematics, Volume 3 (2010), No. 2, pp. 127–133.
15. J.Carkovs, K.Šadurskis. Inverse Lyapunov theorem for stochastic functional differential equations. Abstracts of MMA 2010, April 9 — 10, 2010, Valmiera, Latvia, 2010.